# Delon Armitage
Delon Anthony Armitage (San Fernando, 15 dicembre 1983) è un ex rugbista a 15 britannico di origine trinidadiana, che giocava nel ruolo di estremo. Nella sua carriera ha disputato 26 partite con la maglia dell'Inghilterra.

## Biografia
Nativo di Trinidad e Tobago, Delon Armitage deve il suo cognome a John Armitage, un tour operator di Liverpool che organizza viaggi in Africa e America centrale e caraibica; questi, infatti, sposò la madre di Delon, all'epoca secondo di tre fratelli, nel 1990. Lo stesso John Armitage fu un giocatore dilettante ad Hatfield (Hertfordshire).
La famiglia inizialmente visse a Brixham (Devon), sede dell'agenzia turistica, poi si trasferì a Nizza, in Francia, nel 1996.
In tale città Delon Armitage iniziò la pratica rugbistica insieme a suo fratello Steffon; nel 1999 fu preso in considerazione per le rappresentative giovanili nazionali francesi, ma fu scartato perché giudicato troppo alto e magro.
Nel 2002 la famiglia Armitage tornò in Inghilterra e i due fratelli Delon e Steffon furono ammessi nella scuola rugby giovanile dei London Irish.
Delon Armitage esordì nel 2003 in campionato e rappresentò l'Inghilterra a livello di Nazionale a sette nel 2005; nel 2008 fu selezionato dall'allora C.T. della Nazionale maggiore Martin Johnson in occasione dei test autunnali ed esordì contro i Pacific Islanders; nella sua seconda partita contro l'Australia realizzò i suoi primi punti, grazie a un drop e contro il Galles, nel Sei Nazioni 2009, realizzò la sua prima meta.
Schierato nel citato torneo insieme a Steffon, fu la prima volta, dopo Rory e Tony Underwood quattordici anni prima, che l'Inghilterra mise in campo contemporaneamente due fratelli.
Il 2011 è l'anno che segna un momento negativo della sua carriera internazionale, a detta degli osservatori definitivamente compromessa: squalificato per otto settimane a gennaio per avere insultato in un dopopartita un addetto all'antidoping, fu costretto a saltare il Sei Nazioni; a maggio subì una sospensione di tre settimane per aver colpito un avversario durante un incontro di Premiership; convocato da Martin Johnson per la Coppa del Mondo di rugby 2011 in Nuova Zelanda, nell'ultimo incontro di qualificazione della fase a gironi contro la Scozia fu squalificato per un turno a causa di un placcaggio alto su Chris Paterson, e non poté giocare il quarto di finale che l'Inghilterra perse contro la Francia; tornato in patria, subì in novembre un ulteriore bando di tre settimane per placcaggio pericoloso durante una partita di Premiership.
Infine, in un dopopartita della Nazionale A, a fine gennaio 2012 ha subito un arresto da parte della polizia di Torquay, in Cornovaglia a causa di una rissa in un locale, a seguito di cui il C.T. della selezione Stuart Lancaster, nel frattempo divenuto anche tecnico della Nazionale maggiore, ha escluso Armitage dalla squadra e non lo ha convocato per il Sei Nazioni 2012.
L'incontro più recente di Armitage risulta essere quindi quello contro la Scozia alla Coppa del Mondo di rugby 2011.

## Palmarès
- Campionati francesi: 1
Tolone: 2013-14
- Champions Cup: 3
Tolone: 2012-13, 2013-14, 2014-15